# Joji
Джордж Кусунокі Міллер (англ. George Kusunoki Miller; нар. 16 вересня 1992, Осака, Японія), відомий під псевдонімом Joji та ютуб-ніком Filthy Frank — японський lo-fi-співак, автор пісень, реп-виконавець, музичний продюсер та колишній ютубер-комік.

## Раннє життя
Джордж Кусунокі Міллер народився в Осаці, Японія. Батько музиканта австралієць, а мати японка. Він відвідував Канадську академію, міжнародну школу в Кобе, Японія, яку закінчив у 2012 році. У віці 18 років Джоджі залишив Японію та переїхав до Сполучених Штатів .

## Музична кар'єра
Міллер розпочав свою кар'єру на ютуб-каналі DizastaMusic, а відтак на TVFilthyFrank, який складався з реп-пісень, монологів, незвичних викликів, гри на укулеле та дивного «шоу», де він грає всіх головних персонажів, зокрема й Філті Френка. Окрім того, Міллер створював комедійний гіп-гоп під псевдонімом Пінк Ґай (англ. Pink Guy), випустивши два повноцінні проєкти та один міні-альбом. Деякі його відео здобули широке визнання, зокрема ролик з божевільним танцем під назвою Гарлем Шейк (англ. Harlem Shake) став вірусним та просунув однойменну пісню Baauer'а на першу сходинку хіт-параду Billboard Hot 100.
У грудні 2017 року Міллер заявив про припинення ютуб-кар'єри, щоб у такий спосіб приділяти більше уваги своїй музичній діяльності. Під псевдонімом Джоджі виконавець випускає більш специфічну та серйозну музику. Joji випустив декілька треків на азійські студії звукозапису 88Rising, «I don't wanna waste my time» — 26 квітня 2017, «Rain on me» — 19 липня 2017. 17 жовтня 2017 року світ побачив сингл під назвою «Will He» з міні-альбому альбому «In Tongues», який посів 58 сходинку хіт-параду Billboard 200. У листопаді 2018 року його дебютний альбом «Ballads 1» посів першу сходинку хіт-параду у категорії найкращий R&B та хіп-хоп за версією Billboard. Міллер став першим азійським виконавцем, якому вдалося досягнути такої позначки. Його музичний стиль часто описують як суміш R&B та тріп-хопу.

## Дискографія

### Студійні альбоми
Як Joji
- Ballads 1 (2018)
- Nectar (2020)
- Smithereens (2022)

Як Pink Guy
- Pink Guy (2014)
- Pink Season (2017)